# CA 인데펜디엔테

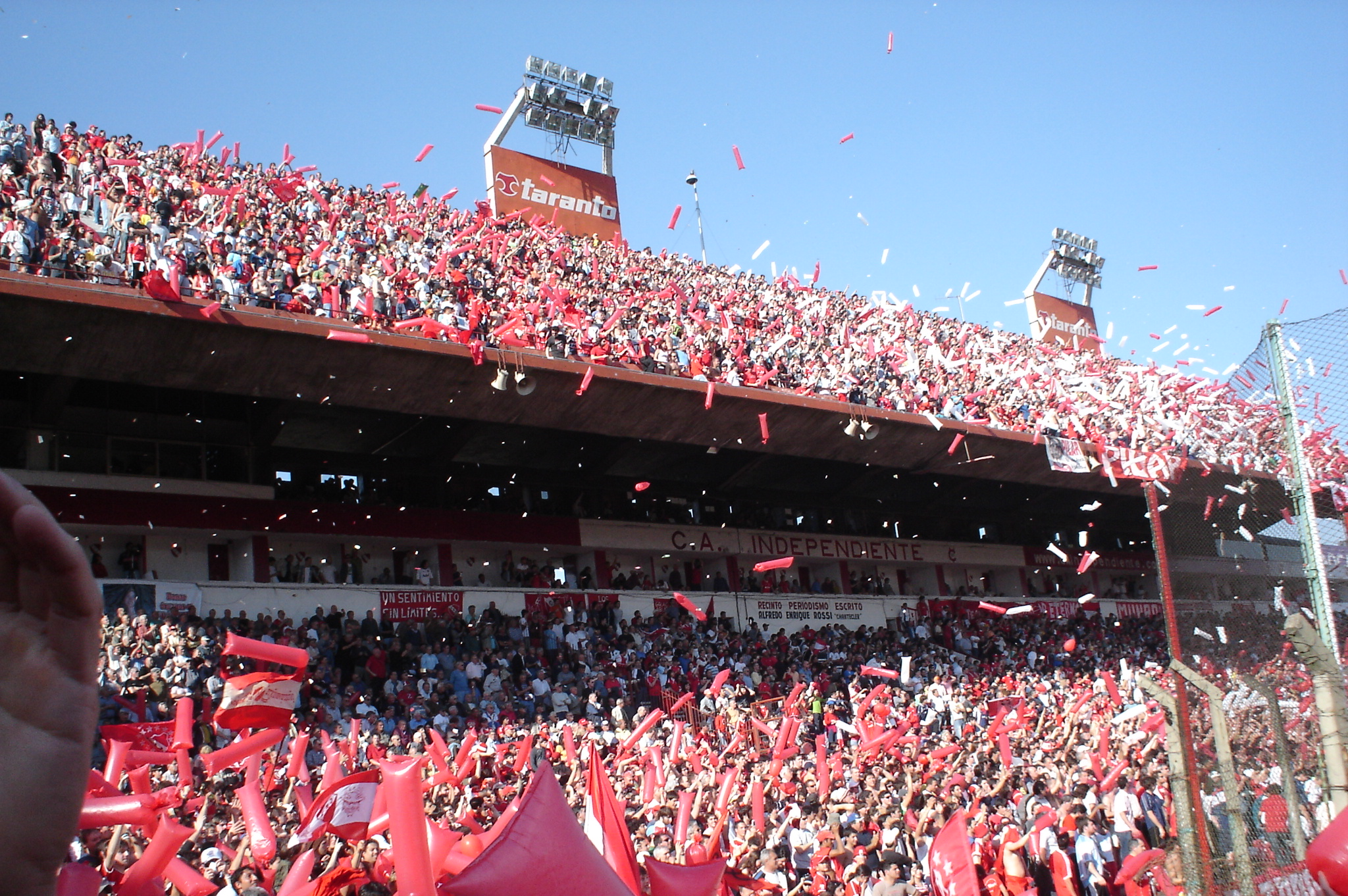
리베르타도레스 데 아메리카 경기장의 인데펜디엔테 팬들

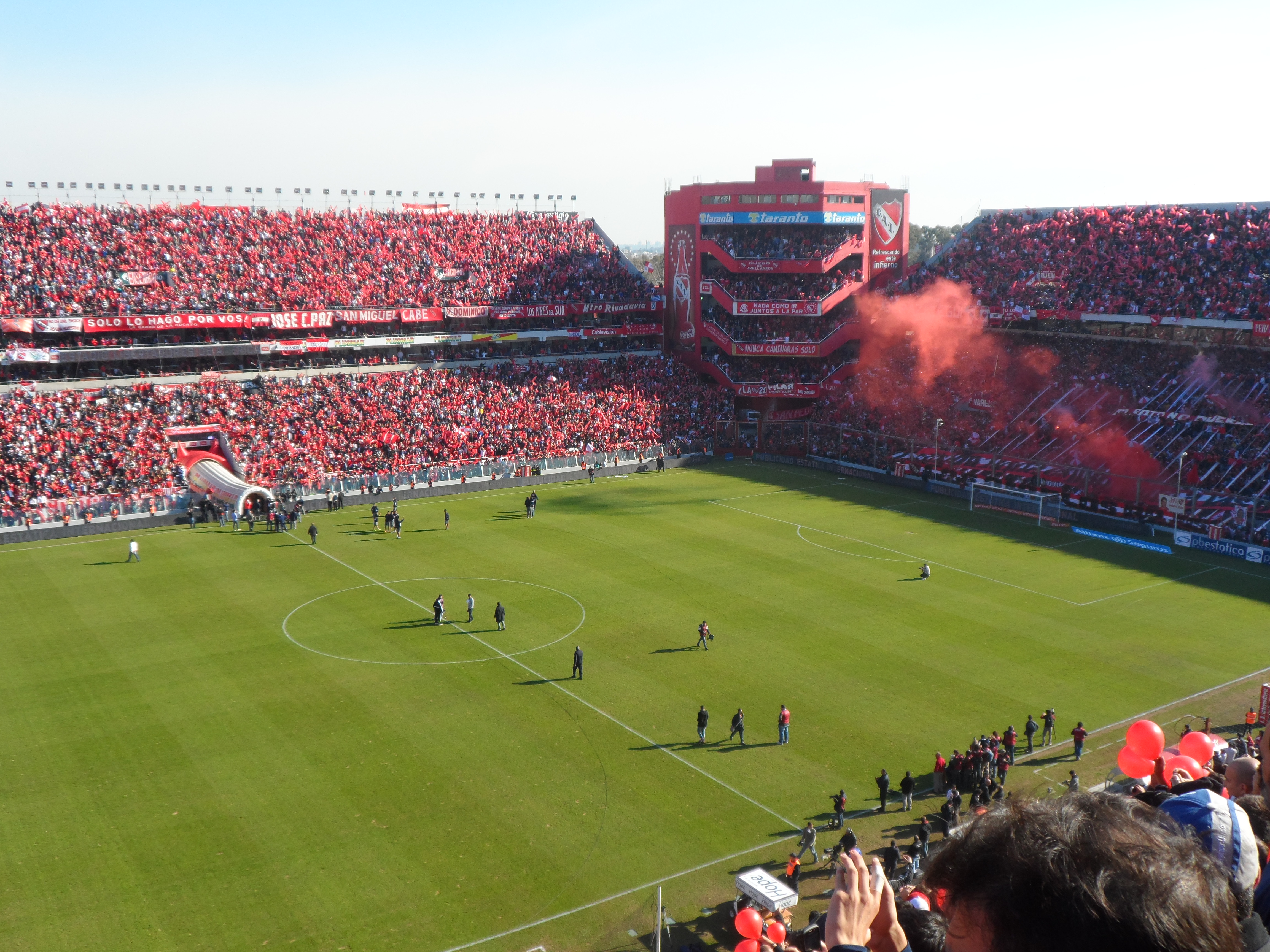

클루브 아틀레티코 인데펜디엔테(스페인어: Club Atlético Independiente, CAI)는 아르헨티나 부에노스아이레스주의 아베야네다(스페인어: Avellaneda)를 연고지로 하는 축구 클럽이다. 아르헨티나 프리메라 디비시온에 속해 있다.
붉은 유니폼에서 유래한 "붉은 악마"(los Diablos Rojos)라는 별명과 함께, "컵의 제왕"(Rey de Copas)이라는 별명도 가지고 있다. 이 별명은 수많은 우승 경력에서 비롯된 것이다. 인데펜디엔테는 보카 주니어스와 리버 플레이트에 뒤이은 14회의 아르헨티나 리그 우승컵을 비롯해, 7회의 코파 리베르타도레스 우승컵 등 15개의 국제대회 우승 경험을 갖고 있다. 코파 리베르타도레스 대회에서 우승컵을 가장 많이 들어 올린 클럽이다. 일곱 차례의 우승 중에는 1972년 ~ 1975년 4회 연속 우승이라는 대기록도 포함되어 있다.
홈구장은 라 도블레 비세라(La Doble Visera)라는 별칭으로 잘 알려진 에스타디오 리베르타도레스 데 아메리카(Estadio Libertadores de América)이며 같은 아베야네다를 연고로 하는 라싱 클럽의 홈구장(엘 실린드로)과 겨우 4백 미터 떨어져 있어, 두 팀은 매우 치열한 라이벌 관계를 형성하고 있다. 아르헨티나에서는 이들의 더비 경기를 클라시코 데 아베야네다라 부른다.

## 우승 기록

#### 아마추어: 2회
- 1922년 - 선수권(Campeonato)
- 1926년 - 선수권(Campeonato)

#### 프리메라 디비시온: 14회
| - 1938년 - 선수권(Campeonato) - 1939년 - 선수권(Campeonato) - 1948년 - 선수권(Campeonato) - 1960년 - 선수권(Campeonato) - 1963년 - 선수권(Campeonato) - 1967년 - 후기리그(Nacional) - 1970년 - 전기리그(Metropolitano) | - 1971년 - 전기리그(Metropolitano) - 1977년 - 후기리그(Nacional) - 1978년 - 후기리그(Nacional) - 1983년 - 전기리그(Metropolitano) - 1988/89년 - 1994년 - 클라우수라(Clausura) - 2002년 - 아페르투라(Apertura) |

#### 국제대회: 15회
- 인터콘티넨털컵: 2회 - 1973년, 1984년
- 코파 리베르타도레스: 7회 - 1964년, 1965년, 1972년, 1973년, 1974년, 1975년, 1984년
- 수페르코파 수다메리카나: 2회 - 1994년, 1995년
- 레코파 수다메리카나: 1회 - 1994년
- 코파 인테라메리카나: 1회 - 1992년

### 과거 유명 선수

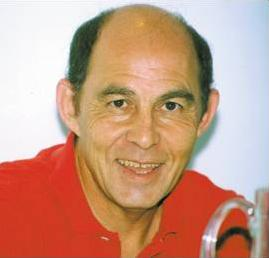
리카르도 보치니

## 현재 선수 명단
2025년 1월 28일 기준, 국내대회 선수 명단.
참고: FIFA 자격 규정에 따라 소속된 국가대표팀 국기를 표시합니다. 선수는 복수의 FIFA 비회원국 국적을 가지고 있을 수 있습니다.
| 번호 | 포지션 | 국적     | 이름                |
| ---- | ------ | -------- | ------------------- |
| 5    | MF     |          | 펠리페 로욜라       |
| 20   | MF     | 우루과이 | 로드리고 페르난데스 |

| 번호 | 포지션 | 국적     | 이름          |
| ---- | ------ | -------- | ------------- |
| 77   | DF     | 콜롬비아 | 알바로 앙굴로 |

## 역대 감독
| 감독                | 임기      |
| ------------------- | --------- |
| 아돌포 페데르네라   | 1957      |
| 아돌포 페데르네라   | 1969      |
| 호르헤 솔라리       | 1987~1989 |
| 리카르도 보치니     | 1991      |
| 리카르도 가레카     | 1997      |
| 엔소 트로세로       | 1999~2000 |
| 아메리코 가예고     | 2001~2003 |
| 오스카르 루헤리     | 2003      |
| 호르헤 부루차가     | 2006~2007 |
| 페드로 트로글리오   | 2007~2008 |
| 아메리코 가예고     | 2009~2010 |
| 다니엘 가르네로     | 2010      |
| 라몬 디아스         | 2011~2012 |
| 아메리코 가예고     | 2012~2013 |
| 가브리엘 밀리토     | 2013~2014 |
| 호르헤 알미론       | 2014~2015 |
| 가브리엘 밀리토     | 2016      |
| 세바스티안 베카세세 | 2019      |
| 카를로스 테베스     | 2023~2024 |
| 훌리오 바카리       | 2024~     |